# Liévin Lerno
Liévin Lerno (ur. 3 lub 5 października 1927 w Lokeren, zm. 28 marca 2017 w Hamme) – belgijski kolarz szosowy, srebrny medalista mistrzostw świata.

## Kariera
Największy sukces w karierze Liévin Lerno osiągnął w 1948 roku, kiedy zdobył srebrny medal w wyścigu ze startu wspólnego amatorów podczas mistrzostw świata w Valkenburgu. W zawodach tych wyprzedził go jedynie Szwed Harry Snell, a trzecie miejsce zajął kolejny reprezentant Szwecji – Olle Wänlund. Był to jednak jedyny medal wywalczony przez Lerno na międzynarodowej imprezie tej rangi. Ponadto wygrał między innymi kryteria w Oostakker i Eke w 1950 roku oraz w Nazareth w 1952 roku. Został też wicemistrzem Belgii w wyścigu ze startu wspólnego amatorów w 1948 r. W tym samym roku wziął udział w igrzyskach olimpijskich w Londynie, gdzie nie ukończył wyścigu ze startu wspólnego i nie był klasyfikowany w wyścigu drużynowym (w którym reprezentacja Belgii zdobyła złoty medal).